# Палеотерієві
Палеотерієві (Palaeotheriidae) — родина вимерлих ссавців ряду Конеподібні (Equiformes). Були близькими родичами тапірів і носорогів, і, ймовірно, предками коней. Мігрували між Європою і Азією під час еоцену і олігоцену 55—28 млн років тому.
Мешкали у густому лісі, їли м'яке листя, пагони, ягоди.

## Опис

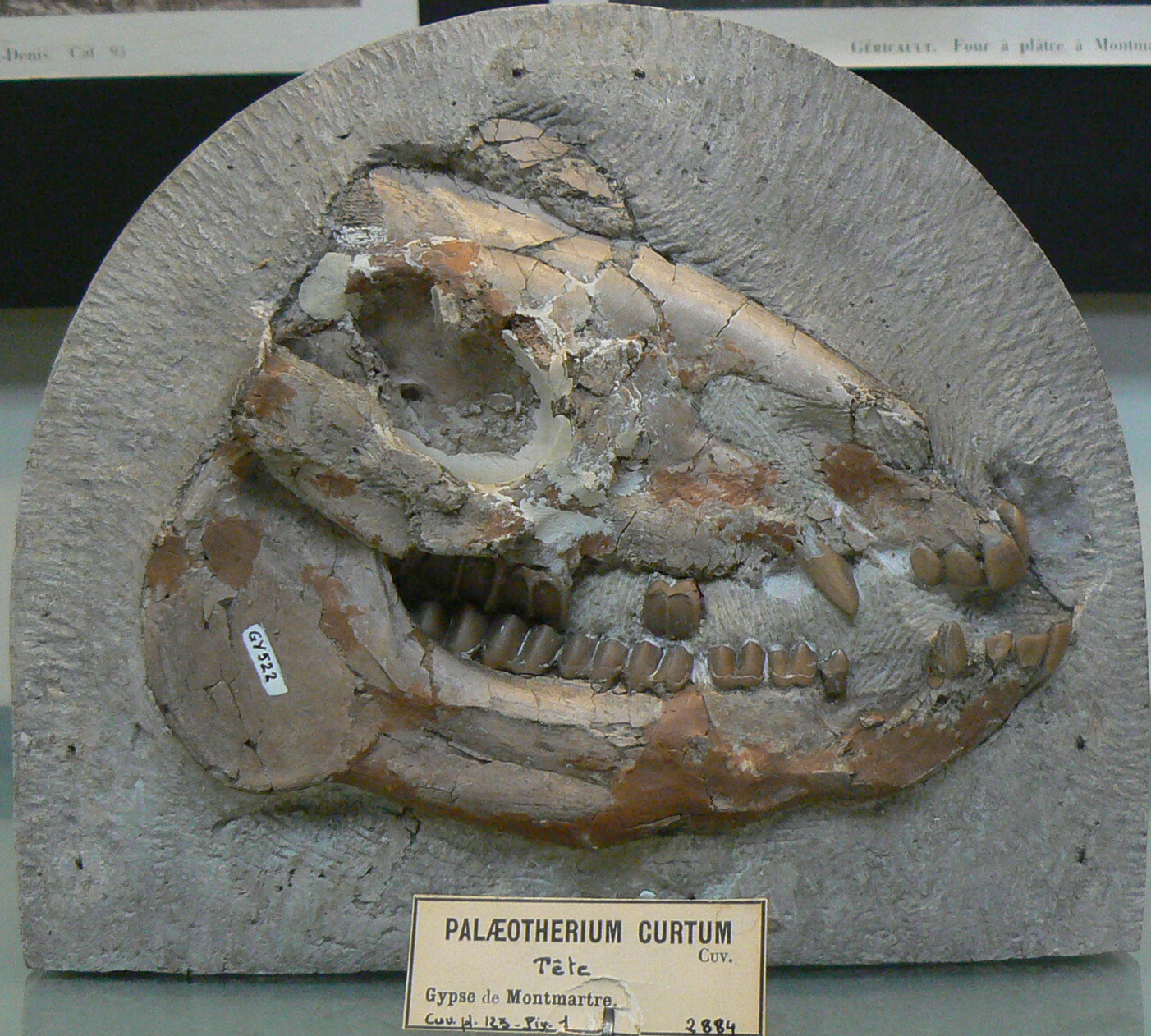
Череп Palaeotherium curtum

Палеотерії досягали розмірів 20—75 см в холці і вагою приблизно 10—30 кг. Більшість палеотерій були досить невеликими тваринами, ранні представники сягали висоти 20 сантиметрів, у той час як у більш пізні представники досягали розміру свині або поні. Принаймні, один рід (Palaeotherium) навіть досягли розмірів носорога. На передніх ногах, у них було чотири та три пальці на задніх ногах, на відміну від коней не було ніякого скорочення кількість пальців.
Одним з найдавніших представників родини вважаються гіракотерій, систематичний статус якого залишається спірним. Іноді родину розглядають як загальних предків усієї групи конеподібних (Hippomorpha), в якій об'єднані коневі і палеотерієві. Пізніші роди — Propalaeotherium, Pachynolophus, Plagiolophus і Palaeotherium. У останнього, ймовірно, був короткий хобот, схожий на хобот сучасних тапірів.

## Роди
- Palaeotherium — палеотерій
- Hyracotherium — гіракотерій
- Anchilophus
- Lophiotherium
- Propachynolophus
- Propalaeotherium — пропалеотеріум